# Nikolauskirche (Gimmeldingen)
Die Nikolauskirche im Ortsteil Gimmeldingen der pfälzischen Stadt Neustadt an der Weinstraße (Rheinland-Pfalz), im Volksmund auch Nikolauskapelle genannt, ist ein katholisches Gotteshaus. Es steht unter dem Patrozinium des Nikolaus von Myra und ist als Filialkirche der Katholischen Pfarrgemeinde St. Johannes Mußbach zugeordnet. Die Kirche steht an der Stelle eines Mithras-Heiligtums aus der Römerzeit.
1366 wurde ein christliches Vorgängerbauwerk erstmals urkundlich erwähnt. Von ihm wurden einzelne romanische Elemente in das hochgotische Kirchengebäude übernommen, das kurz nach dem Jahr 1400 errichtet wurde. Vom Ende des 17. Jahrhunderts an war die Kirche mehr als 250 Jahre lang Ruine, die Restaurierung erfolgte in den 1950er Jahren.

## Geographische Lage

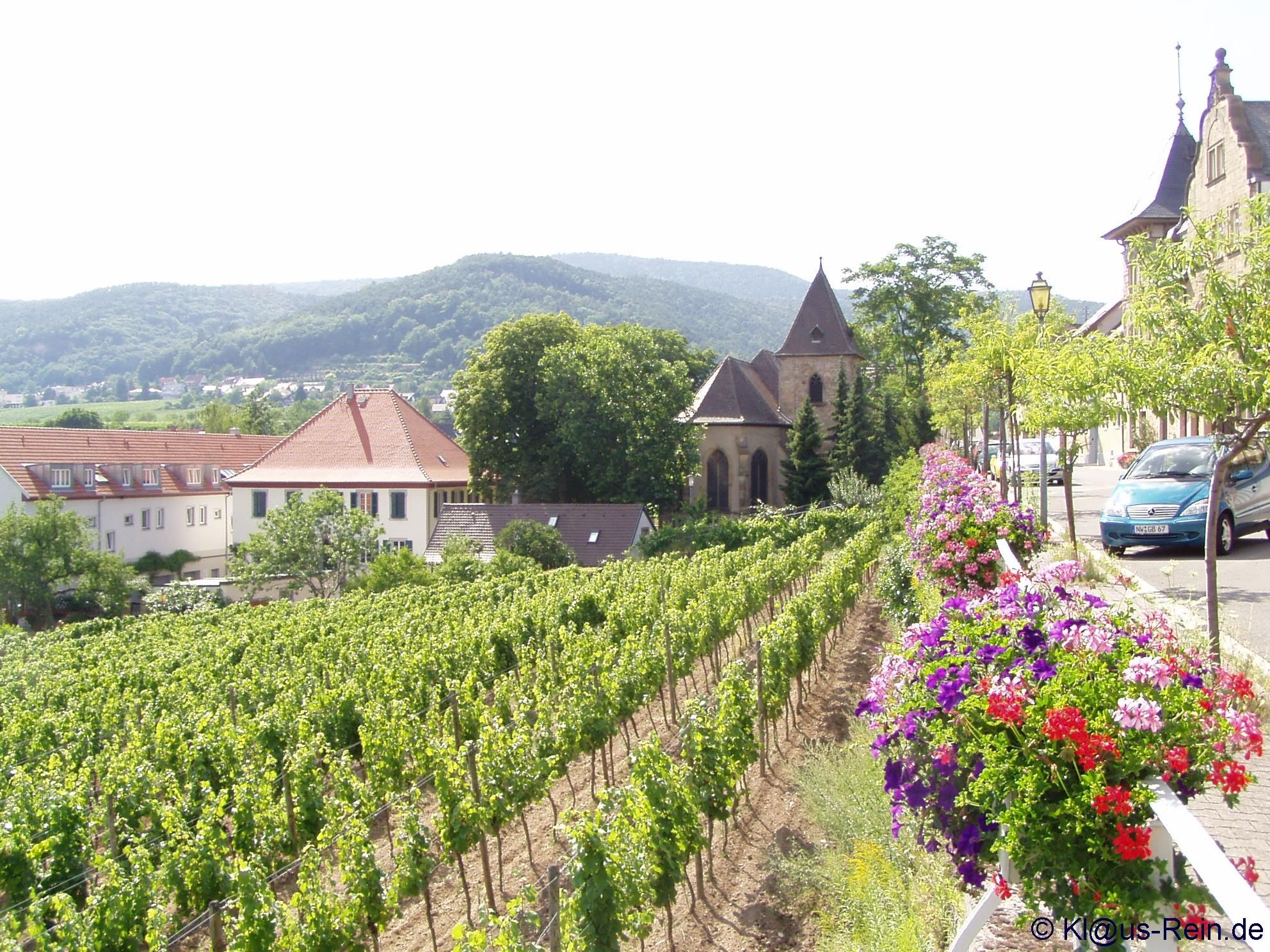
Nikolauskirche vor der Dorfkulisse
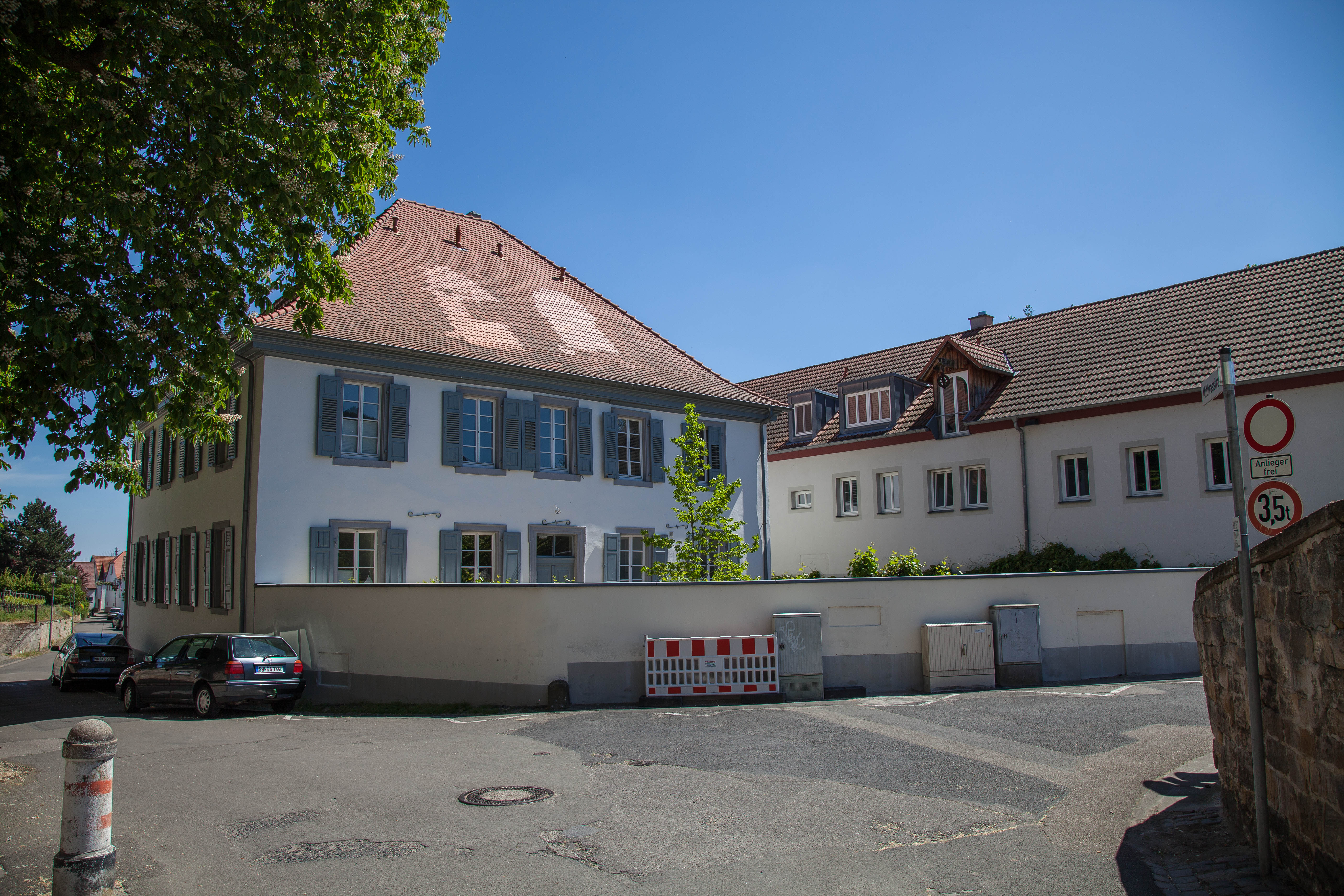
Arndorffsche Mühle gegenüber der Kirche

Die Nikolauskirche mit der Grundstücksanschrift Loblocher Straße 32 steht – konventionell mit dem Chor etwa nach Osten – auf einer Höhe von 166 m ü. NHN an einem Südhang zwischen zwei parallel von Ost nach West verlaufenden Straßen, der Loblocher Straße (Eingangsseite, unten) und der Kurpfalzstraße (Turmseite, oben), die einen Niveauunterschied von etwa 10 m aufweisen.
Die Kirche ist von hohen Bäumen umgeben, unter denen Rosskastanien und Robinien dominieren. Das Areal um das Gotteshaus war früher ein kleiner Friedhof. Im Süden, wo das Gelände zur Loblocher Straße hin seit Jahrhunderten terrassenartig aufgefüllt ist, wurde Mitte der 1950er Jahre die sehr schadhafte Stützmauer aus grob behauenen Feldsteinen durch eine Mauer aus quaderförmig gearbeiteten hellen Sandsteinen ersetzt, in deren Mitte die damals neue Eingangstreppe eingeschnitten ist.
Im Westen wird das Kirchengelände begrenzt durch die Hauswand des nächsten Wohnanwesens, im Osten durch eine alte Fußgängertreppe, die den Hang zwischen den beiden Straßen überwindet. In halber Höhe der Treppe, wo früher der einzige Zugang zum Kirchengelände war, mündet eine Seitenpforte. In der Hanglage östlich davon schließen sich Weinberge an, so dass das Gebäude aus dieser Richtung frei vor der Dorfkulisse steht. Die Fläche südlich gegenüber der Kirche zwischen der Loblocher Straße und dem in der Talaue fließenden Mußbach nimmt die ehemalige Arndorffsche Mühle ein.

## Baugeschichte

### Römerzeit

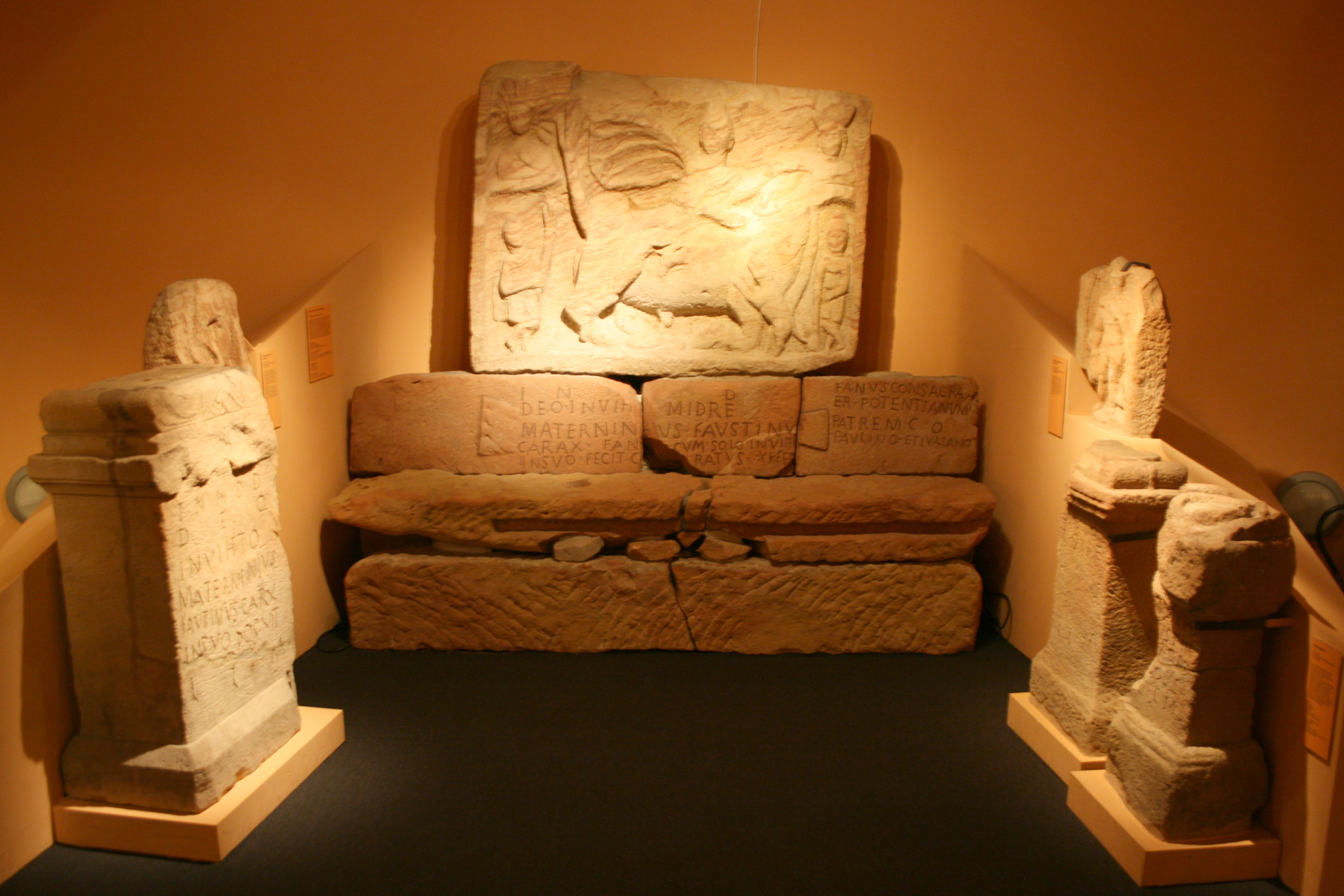
Originale der Steindenkmäler mit Mithras-Reliefbild und Altar in der Mitte (Historisches Museum der Pfalz)

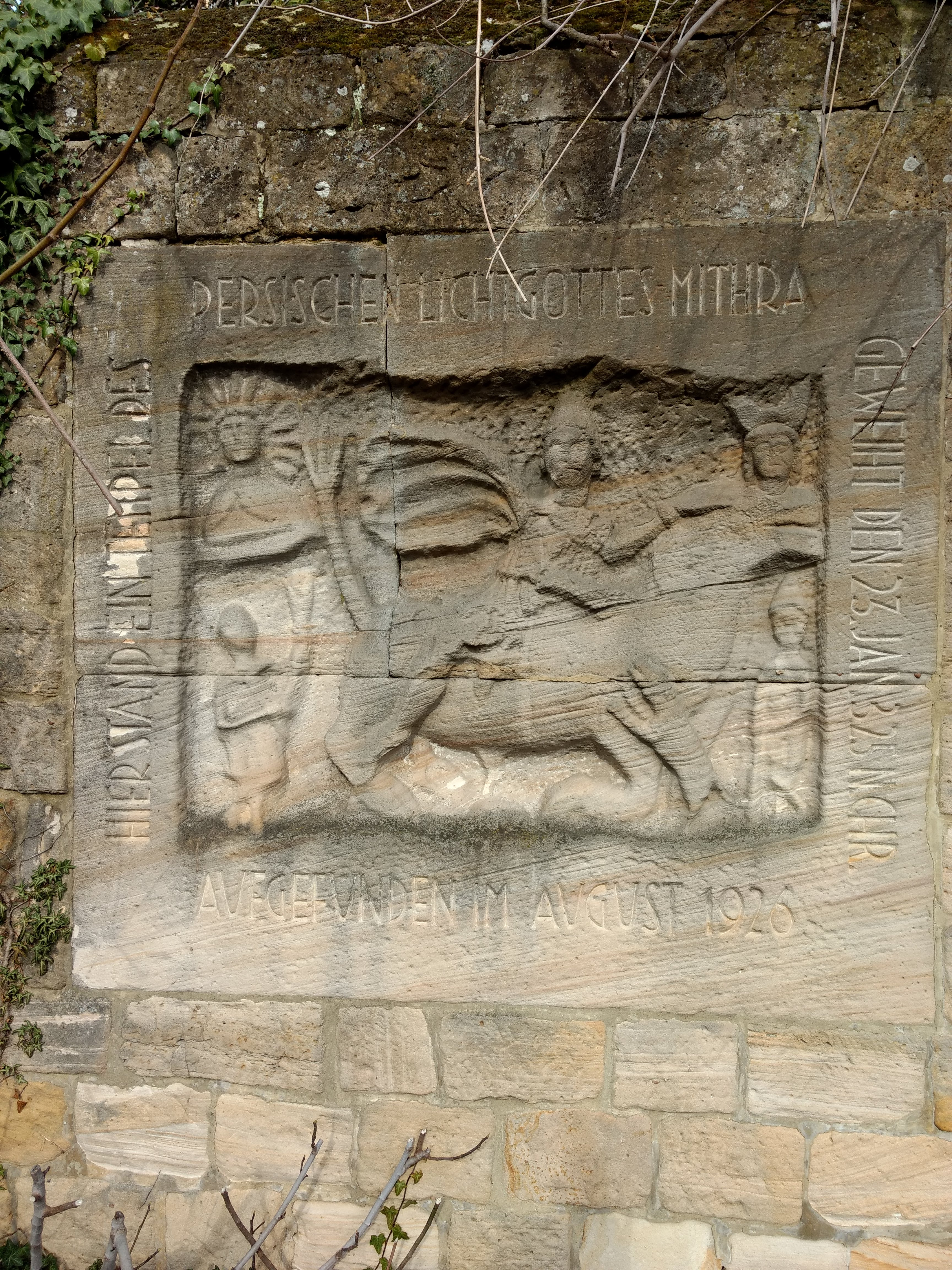
Replikat des Reliefbilds (vor Ort)

Die Nikolauskirche steht auf dem Areal eines Mithras-Heiligtums aus der Römerzeit, das im Jahre 325 n. Chr. errichtet wurde. Hieraus erklärt sich auch die für eine christliche Kirche ungewöhnliche Lage am Hang und nicht auf der Anhöhe.
1926 wurden bei Bauarbeiten westlich der damaligen Kirchenruine die Grundmauern des Tempels, ein nahezu vollständiger Altar aus Sandstein sowie weitere steinerne Bauteile gefunden. Das bedeutendste, ein Reliefbild, zeigt die Gottheit, wie sie rittlings auf einem Stier sitzt und diesen der Tauroktonie unterzieht, ihn also durch einen Dolchstoß in den Nacken rituell tötet.
Die Originale der Fundstücke sind im Historischen Museum der Pfalz zu Speyer ausgestellt. Ein Replikat des Reliefs aus hellem Sandstein ist in eine Stützmauer ein Stück links vom Kircheneingang (Loblocher Straße) eingelassen.

### Spätmittelalter
In ihrer heutigen Form stammt die Nikolauskirche im Wesentlichen aus der Zeit der Hochgotik kurz nach 1400. Darauf deuten neben dem Baustil auch Steinmetzzeichen hin, die auf das 15. Jahrhundert zurückgehen. Der unverputzte Turm allerdings ist deutlich älter und weist noch romanische Elemente auf; ursprünglich könnte er als Wehrturm gedient haben. Er belegt, dass es ein Vorgängerbauwerk gegeben hat, wofür auch die erste urkundliche Erwähnung der Kirche im Jahre 1366 spricht. Die an der Ostseite in den Außenputz des Chores eingeritzte Jahreszahl 1565 hat dagegen keinen archivarischen, sondern lediglich antiquarischen Wert.
Im Mittelalter war die Nikolauskirche das Gotteshaus des damaligen Dorfes Lobloch (auch „Luploch“ oder „Lupphenloch“), das seine Keimzelle vermutlich etwa 100 m südlich der Kirche am dort fließenden Mußbach hatte, wahrscheinlich in Gestalt einer Mühle an einem kleinen Stauweiher (-loch von lateinisch lacus für See, Teich). Ein späterer Nachfolgebau an gleicher Stelle war die Arndorffsche Mühle, die 1808 bezeichnet ist. 1751 ging der Ort, nachdem er sich hangaufwärts nach Nordwesten hin ausgebreitet hatte, im größeren Nachbardorf Gimmeldingen auf. Eine eigene Pfarrstelle besaß das kleine Lobloch nie, sondern wurde jahrhundertelang durch Pfarreien aus der Umgebung, meist Mußbach, gelegentlich auch durch die Jesuiten von Branchweiler, mitversorgt.

### Verfall und Profanierung
Ein lateinisch abgefasster Visitationsbericht, den die Jesuitenpatres Georg Klein und Urban Kobert 1701 im Auftrag des Bischofs von Speyer, Johann Hugo von Orsbeck, erstellten, berichtet von kurz zurückliegender („not ita pridem“) erheblicher Beschädigung der Nikolauskirche im Zusammenhang mit einer Baumaßnahme der aus dem heute nordbadischen Bretten stammenden adeligen Dame von Bretheim. Diese habe sich das Dach der Kirche angeeignet, um es bei ihrem eigenen Haus zu verwenden. Nach Schilderung der Visitatoren habe die Adelige ihr Tun mit der Behauptung gerechtfertigt, sie könne das, was von ihren Ahnen erbaut worden sei, ohne Bedenken für ihre eigenen Zwecke einsetzen. Welcher Art die angeblichen dynastischen Verbindungen zu Lobloch und seinem Gotteshaus waren, ist nicht erklärt. Offenkundig geschah der Baumaterial-Diebstahl in der Folge des Pfälzischen Erbfolgekriegs (1688–1697), als Truppen des französischen Königs Ludwig XIV. die Pfalz in Schutt und Asche legten und wohl auch in Lobloch Schäden an der Nikolauskirche und an Besitztümern des Adels verursachten. Zwecks Wiederaufbau zerstörter Häuser war Bauholz sehr willkommen, selbst wenn es illegal von einer Kirche beschafft wurde.
Die Nikolauskirche war nach dem Verlust ihres Daches unbenutzbar und verkam rasch zur Ruine. Bei der Pfälzischen Kirchenteilung 1705 wurde die kleine Kirche den Reformierten zugeschlagen. Diese konnten sie aber nicht mehr zu gottesdienstlichen Verrichtungen benützen und gaben sie zu einem nicht genau bekannten Zeitpunkt, vermutlich 1751, an die politische Gemeinde Gimmeldingen weiter. 1776 jedenfalls war der „Kapellenturm zu Lobloch“, der im Unterschied zum restlichen Gebäude noch über sein Dach verfügte, durch die Gimmeldinger Gemeindeverwaltung verpachtet und diente als Heu- bzw. Getreidespeicher. Kurz vor 1900 wurde das marode Gebäude dem Turnverein Gimmeldingen zur Nutzung überlassen, der in halber Höhe des Kirchenschiffs ein Notdach einbaute. 1927, nach dem Bau einer eigenen Turnhalle, gaben die Turner das Gebäude wieder frei. Bis nach dem Zweiten Weltkrieg diente es dann noch verschiedenen gewerblichen Mietern als Lagerhaus, verfiel jedoch immer mehr.

### Restaurierung

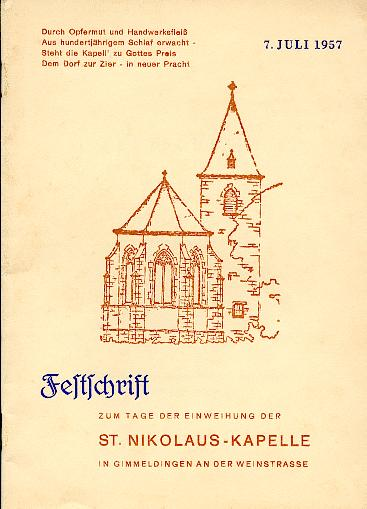
Festschrift von 1957

Von 1956 an erfolgte auf Initiative zweier Brüder aus dem benachbarten Mußbach – Hans Keil (1913–2006) und Hermann Keil (1918–1998) – die Restaurierung der Kirche. Am 7. Juli 1957 wurde sie durch den Speyerer Bischof Isidor Markus Emanuel, der von 1953 bis 1968 amtierte, wieder neu geweiht. Sie wurde als Filialkirche der Pfarrei Mußbach zugeordnet, deren Pfarrer von 1949 bis 1961 Jakob Blum war.
Bereits am 24. August 1955 hatte der Gimmeldinger Gemeinderat dem Verkauf der Ruine zum Preis von 17.000 DM (inflationsbereinigt in heutiger Währung 51.926 Euro) an die von den beiden Brüdern gegründete Katholische Kirchenstiftung „St. Nikolaus“ zugestimmt. Tags darauf war der Kaufvertrag mündlich abgeschlossen und am 16. September 1955 notariell beurkundet worden.
Die Sanierungs- und Umbauarbeiten dauerten knapp zwei Jahre. Beim Richtfest am 8. November 1956 wurde der Richtspruch mit folgenden Zeilen eingeleitet:

„Durch Opfermut und Handwerksfleiß
Aus hundertjährigem Schlaf erwacht –
Steht die Kapell’ zu Gottes Preis
Dem Dorf zur Zier – in neuer Pracht“

Der Vierzeiler ist auf der Titelseite der Festschrift abgedruckt, die anlässlich der zweiten Einweihung herausgegeben wurde. Die Titelseite zeigt außerdem eine skizzierte Ostansicht des Gebäudes, die aus dem Baugesuch stammt. Auf beigem Grund sind der Titel „Festschrift“ und das Datum blau gedruckt, während die übrigen Schriftteile und die Bauskizze in Braun wiedergegeben sind.

## Architektur und Ausstattung

### Anlage
Die Längsachse der Saalkirche ist quer zum Hang ausgerichtet, der dreigeschossige Turm befindet sich in Bezug auf den Baukörper vorne links neben dem Chor auf der Bergseite, der Eingang hinten rechts im Kirchenschiff auf der Talseite. Der Chor wurde in Blickrichtung Osten gegenüber dem Schiff um etwa 1,5 m nach rechts versetzt, vermutlich um links – hangaufwärts – das Turmfundament nicht zu weit in den Hang eingraben zu müssen. Das Kirchengebäude besitzt innen gut 130 m² Grundfläche und fasst maximal 300 Personen.
Die wichtigsten Grundrissmaße sind:
Chor
Innenlänge: 9,00 m
Innenbreite: 6,00 m
Schiff
Innenlänge: 11,00 m
Innenbreite: 7,50 m
Turm
Innenmaß: 3,60 × 3,60 m (zugleich Grundfläche der Sakristei)
Außenmaß: 5,00 × 5,00 m

### Gewölbe
Die Decke von Chor und Schiff wurde früher durch ein Stern- bzw. Kreuzgewölbe gebildet. Mit einem ebensolchen Gewölbe war auch die im Erdgeschoss des Turms gelegene Sakristei versehen. Diese Gewölbe sind mit Ausnahme der am unteren Ende ihrer Rippen befindlichen steinernen Ausarbeitungen (Figuren sowie wappenähnliche Tartschenschilde) zerstört. Aus Kostengründen konnte die Gewölbedecke nicht wiederhergestellt werden, sondern wurde durch eine ebene Konstruktion aus hellen Holzbalken ersetzt.

### Chor und Schiff
Da sich keine Reste des Altars fanden, wurde er als neue Mensa aus hellem Sandstein errichtet. Dabei wurden am Ort des Altars Überbleibsel einer alten Bestattung entdeckt, die indessen keiner historischen Person zugeordnet werden konnten.
Der gotische Triumphbogen zwischen Chor und Schiff ist ausgezeichnet erhalten. Der Chor erhält durch drei frontale Fenster nach Osten und ein weiteres nach Süden sehr viel Licht, vor allem zur vormittäglichen Gottesdienstzeit.
Im Gegensatz dazu besaß das Schiff ursprünglich nur ein einziges Fenster, das ebenfalls nach Süden lag. Bei der Restaurierung wurden in die nördliche (linke) Seitenwand des Schiffes zwei zusätzliche Fenster und an der Rückwand oben ein weiteres – rundes – gebrochen. Sie verfügen jedoch nicht über das gotische Maßwerk und die behauenen Steinrahmen der originären Fenster.

### Buntglasfenster
Während die Bleiglasfenster ohne Malerei durch den Speyerer Glasmaler Georg Brotzler (1892–1970) ausgeführt wurden, bestehen die drei Fenster im Altarbereich aus Buntglasmosaiken, die der Marburger Glasmaler Erhardt Klonk (1898–1984) dem gotischen Stil nachempfunden hat. Die für die Fenster notwendigen Metallinstallationen wurden durch den Kunstschlosser Franz Pelgen (1900–1973), ebenfalls Speyer, vorgenommen.
Die Buntglasfenster zeigen Stationen aus dem Leben und Wirken des Kirchenpatrons St. Nikolaus, wie sie in Legenden überliefert sind:
- Zwei Episoden mit jeweils drei durch den Heiligen Begünstigten sind auf dem linken Fenster dargestellt. Oben bewahrt er drei junge Mädchen vor der Prostitution, indem er ihre Mitgift finanziert und ihnen so eine standesgemäße Heirat ermöglicht. Unten gibt er drei Jungen, deren Leichen ihr Mörder in einer Tonne verborgen hatte, das Leben zurück. Dazwischen ist St. Elisabeth zu sehen, wie sie Kranke besucht und versorgt.

- Auf dem mittleren Fenster, das von einem gekreuzigten Christus beherrscht wird, erscheint St. Nikolaus einem Schiffer, der sich in Seenot befindet, und geleitet ihn in einen sicheren Hafen.

- Auf dem rechten Fenster sind es wieder jeweils drei Personen, denen St. Nikolaus hilft. Oben rettet er drei von einem korrupten Richter Verurteilte vor dem Scharfrichter, der bereits das Schwert erhoben hat. Unten beeinflusst er einen Kaiser in einem Traumgesicht, drei seiner Würdenträger, die unschuldig im Kerker schmachten, freizulassen. Zwischen den beiden Bildern ist die Szene festgehalten, wie St. Martin mit dem Schwert seinen Mantel zerteilt, um einen Frierenden zu bekleiden.

### Einbauten
Zur neuen Holzdecke passend wurde auch vormals steinerne die Empore in hellem Holz ausgeführt. Sie hatte gänzlich gefehlt, ihr Material war offenbar bei Fremdbauten verwendet worden. Die Treppe, die an der Rückwand zur Empore hinaufführt, ist aus dem gleichen Holz gefertigt. Die lichte Höhe des Steingewölbes der Sakristeitür hatte in der Mitte nur 150 cm betragen; der Durchgang wurde um 50 cm erhöht, um ein aufrechtes Durchschreiten der Tür zu ermöglichen. Reste einer Kanzel fanden sich nicht.

### Glocken
Der Guss der beiden Glocken aus Zinnbronze, etwa 1200 bzw. 750 kg schwer, erfolgte im Frühjahr 1957 in der bis 1960 bestehenden Frankenthaler Glockengießerei Hamm, wo 1875 auch die Kaiserglocke des Kölner Doms gegossen worden war.

## Neuere Geschichte
Den Gottesdienst versah in den ersten Monaten nach der Neukonsekration 1957 der aus Edesheim gebürtige Pfarrer Richard Scheurich (1905–1979), der in der Zeit des Nationalsozialismus kurzfristig inhaftiert gewesen war und nun als Hausgeistlicher des damaligen Karmelitinnen-Klosters Hildenbrandseck bei Gimmeldingen Dienst tat. Bis 1962 amtierte dann der Ruhestandspriester Johannes Pfeiffer (1886–1965), der in Mußbach geboren war und während des Dritten Reiches aus Deutschland fliehen musste. In den 1940er Jahren hatte er als Theologieprofessor an der Universität von Santiago de Chile gewirkt. Von 1962 bis 1968 hielt die Gottesdienste der aus Winnweiler stammende Priester Herbert Fuchs (1925–2013), der Religionslehrer an der Berufsbildenden Schule Neustadt war. 1968 übernahm die Funktion der jeweilige Ortspfarrer von Mußbach.
Am 7. Juli 2007 wurde der 50. Jahrestag der Neukonsekration mit einer großen Jubiläumsfeier begangen, an der das Bistum Speyer, die Kirchengemeinden beider christlichen Konfessionen sowie örtliche Vereine und die Ortsverwaltung mitwirkten. Die Festansprache hielt der aus Mußbach stammende Mundartdichter Albert H. Keil, der in der restaurierten Nikolauskirche 1957 als erstes Kind die Erstkommunion empfangen hatte und anschließend jahrelang als Ministrant und Lektor tätig gewesen war.